# Castel Giubileo

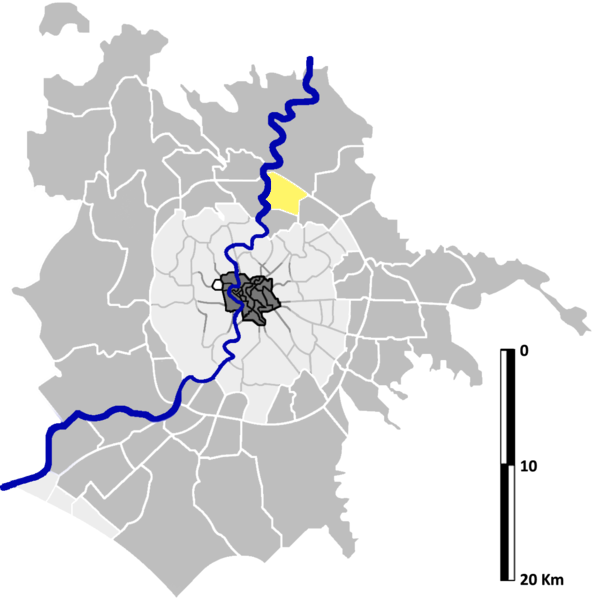
Lage von Castel Giubileo in Rom

Castel Giubileo bezeichnet die zweite Zone, abgekürzt als Z.II, der italienischen Hauptstadt Rom. Im Gegensatz zu den Rioni, Quartieri und Suburbi sind es die ländlicheren Gebiete von Rom. Sie gehört zum Municipio III und zählt 44.980 Einwohner (2016). Sie befindet sich im Norden der Stadt innerhalb der römischen Ringautobahn A90 und hat eine Fläche von 7,6635 km².

## Geschichte
In der Gegend von Castel Giubileo stand um 1100 v. Chr. die antike Stadt Fidenae. 1280 n. Chr. gehörte das Land dem Kloster San Ciriaco. Später wurde die Burg von Papst Bonifatius VIII. gekauft. Da dies mit den Einnahmen aus dem Jubeljahr 1300 geschah, erhielt der Ort den Namen Castel Giubileo. In Wirklichkeit leitet sich der Name von der Familie Giubilei im Rione Trevi ab.
1406 wurde die Burg von Paolo Orsini besetzt. In Folgezeit wurde die Burg aufgegeben. Ab dem 19. Jahrhundert wurde das Gebiet wieder landwirtschaftlich genutzt.
Nach dem Zweiten Weltkrieg wurden die heutigen städtischen Siedlungen angelegt.
Castel Giubileo wurde am 13. September 1961 durch Beschluss des Commissario Straordinario gegründet. Damals wurde der Ager Romanus in 59 Zonen geteilt, denen eine römische Zahl zugeteilt und ein Z vorgestellt wurde. Davon wurden sechs an die neugegründete Gemeinde Fiumicino komplett ausgegliedert und drei weitere teilweise.

## Besondere Orte
- Santa Felicita e figli martiri
- Sant’Alberto Magno
- Sant’Ugo